# Porte de Charenton (metropolitana di Parigi)
Porte de Charenton è una stazione sulla linea 8 della metropolitana di Parigi sita nel XII arrondissement di Parigi.

## La stazione
La stazione venne aperta nel 1931 e prese il nome della porta delle fortificazioni di Parigi che controllava la strada nazionale numero 5 (la quale conduceva a Ginevra).
La stazione ha quattro binari passanti.

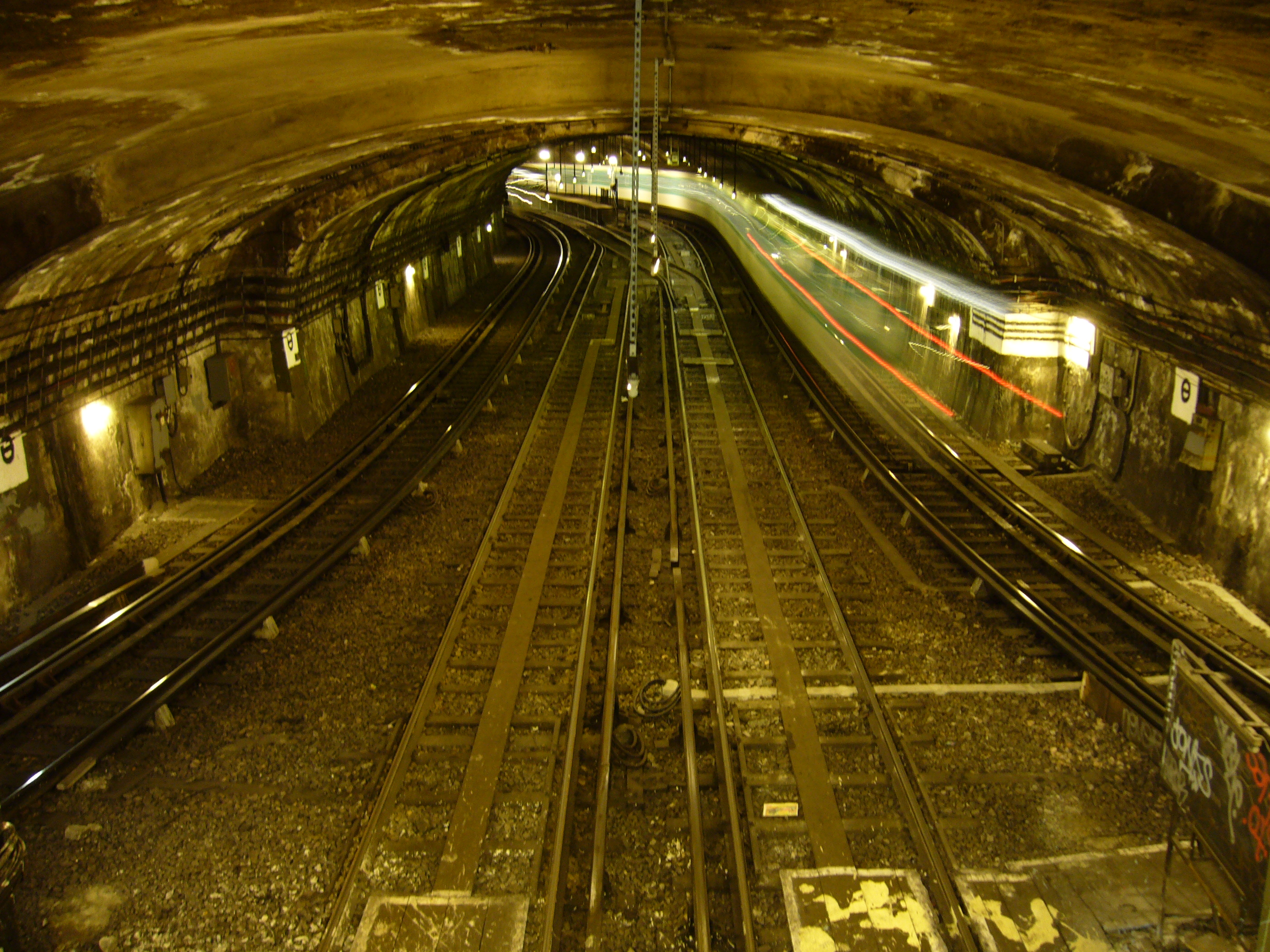
Binari in entrata ed uscita
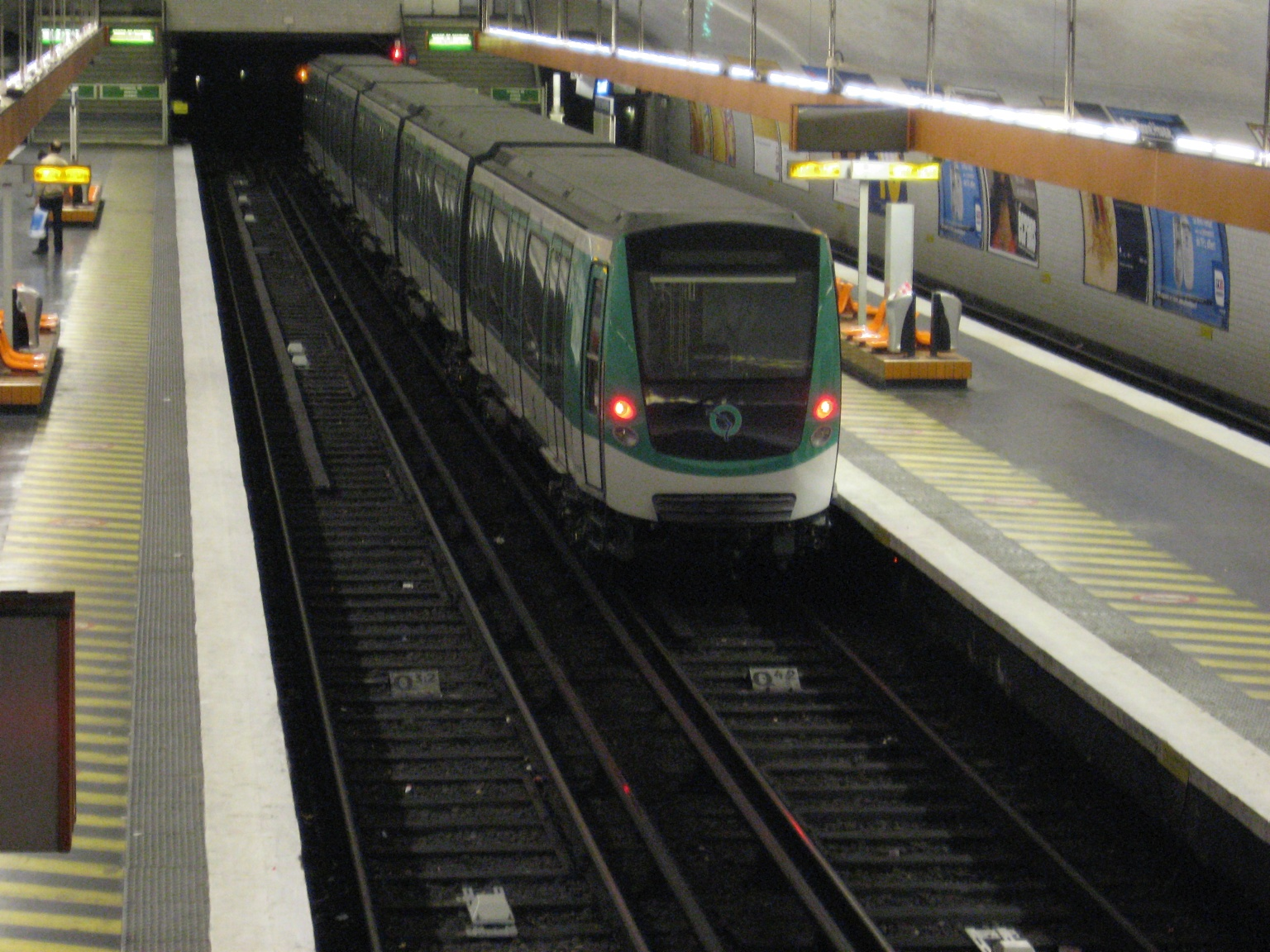
Treno in stazione

## Interconnessioni
- Bus RATP - 87, PC2, 111
- Nel 2012, la stazione verrà servita dalla linea 3 del tram a seguito del suo prolungamento a Porte d'Ivry.

## Nelle vicinanze
- Bois de Vincennes